# Appartement (manhwa)
Pour les articles homonymes, voir Appartement (homonymie).
Appartement (아파트, Apateu) est un sonyung manhwa de Kang Full publié en Corée du Sud en 2004-2005 aux éditions Munhak Segye-sa et en français en 2006-2007 chez Casterman, collection Hanguk.
Le manhwa a été adapté en film en 2006 sous le titre APT. (아파트, Apateu) réalisé par Byeong-ki Ahn.

## Histoire
Koh-hyuk est un célibataire de 29 ans au chômage. Un soir, alors qu'il regarde l'immeuble en face du sien, le bâtiment A de la Tour de la chance, il s'aperçoit d'un fait étrange : les lumières de plusieurs appartements se sont éteintes au même moment, à 21h56. Il n'y prête pas plus d'importance jusqu'à ce que, quelques jours plus tard, il assiste à nouveau au même phénomène. Intrigué, il commence à observer l'immeuble tous les soirs à la même heure et à noter dans un carnet les appartements touchés. Il se rend compte que leur nombre augmente tous les jours. Il décide alors d'aller plus loin en s'équipant de jumelles pour observer le comportement des occupants de l'immeuble lorsqu'arrive 21h56. Il voit alors que ceux-ci deviennent blêmes, le visage figé, avant d'éteindre la lumière. 
En s'intéressant à l'immeuble, il apprend que plusieurs décès y ont eu lieu récemment et fait un lien avec ce qu'il observe tous les soirs. Il découvre également qu'un appartement est occupé par une jeune fille qui l'intrigue et qu'il souhaite sauver. Il décide alors de prévenir la police qui ne le prend pas au sérieux.

## Personnages
- Koh-hyuk : célibataire de 29 ans au chômage habitant le bâtiment B de la Tour de la chance, il observe les étranges phénomènes de l'immeuble d'en face et va chercher à aider ses occupants.
- Yang Sunk-sik : inspecteur en chef de la section criminelle de 37 ans, il enquête sur les récents décès survenus dans l'immeuble et pense être sur l'affaire d'un tueur en série.
- Lee Jung-hong : lycéenne de 19 ans qui habite avec ses parents dans le bâtiment A.
- Jang Mi-hyun : journaliste qui habite dans le bâtiment A. Elle surprend Koh-hyuk qui observe son immeuble et cherche à comprendre pourquoi. Quand elle se rend compte qu'il se passe des choses étranges dans son immeuble, elle décide d'aller le voir pour qu'il l'aide.
- Sin Jung-soo : jeune femme de 32 ans qui vit dans un appartement du bâtiment A. Depuis son difficile divorce, elle vit cloîtrée chez elle. Toutes les nuits elle entend quelqu'un frapper à sa porte et une voix qui lui demande de lui ouvrir.
- Kin Sang-hoon : livreur de 34 ans et principal suspect de l'inspecteur Lee Jung-hong. Il est psychopompe, c'est-à-dire qu'il conduit les âmes de morts.
- L'occupante de l'appartement 704 : jeune fille paralysée qui s'est suicidée en s'ouvrant les veines à la suite de la mort de ses parents.

## Publication
Volume 1
Publié en Corée du Sud en 2004, 500 pages, couleur
- Partie 1 : Appartement
- Partie 2 : Son regard à lui
- Partie 3 : Quelqu'un m'appelle
- Partie 4 : Dans le couloir

Volume 2
Publié en Corée du Sud en 2005, 352 pages, couleur
- Partie 1 : La voisine
- Partie 2 : Fantôme

### Documentation
- Paul Gravett (dir.), « Les années 2000 : Appartement », dans Les 1001 BD qu'il faut avoir lues dans sa vie, Flammarion, 2012 (ISBN 2081277735), p. 803.